# Zastranje
Zastranje este o localitate din comuna Šmarje pri Jelšah, Slovenia, cu o populație de 27 de locuitori.